# 홍순화
홍순화(洪順化, 1968년~ )는 대한민국의 탁구 선수였다. 1987년 인도 뉴델리 세계선수권대회 단체전 은메달을 획득하였다.